# Liqoqo
El Liqoqo es un órgano consultivo tradicional del trono en Suazilandia. Fue instituido por el rey Sobhuza II como el Consejo Supremo del Estado.
Esta confusión sobre el estatus de este órgano provocó, tras la muerte de Sobhuza en agosto de 1982, una lucha por el poder dentro de la familia Dlamini. La reina madre, la Indovuzaki Dzeliwe, asumió la regencia con el apoyo de 15 de los miembros del Liqoqo. Pero cuando fue presionada a destituir al primer ministro para sustituirlo por otro con el apoyo del Liqoqo para hacer prevalecer a éste sobre el Gabinete del Gobierno, la reina de negó.
Perdido el apoyo del Liqoqo, Dzeliwe fue puesta bajo arresto domiciliario por el Liqoqo en octubre de 1983, y nombró a la reina Ntombi Laftwala como nueva Indovuzaki. Ella aceptó al Liqoqo como órgano supremo del Estado y siendo madre del príncipe Makhosetive de 14 años, este fue nombrado sucesor de la corona y coronado como rey Mswati III el 25 de abril de 1986.
- Datos: Q9022847